# Jordi Puntí

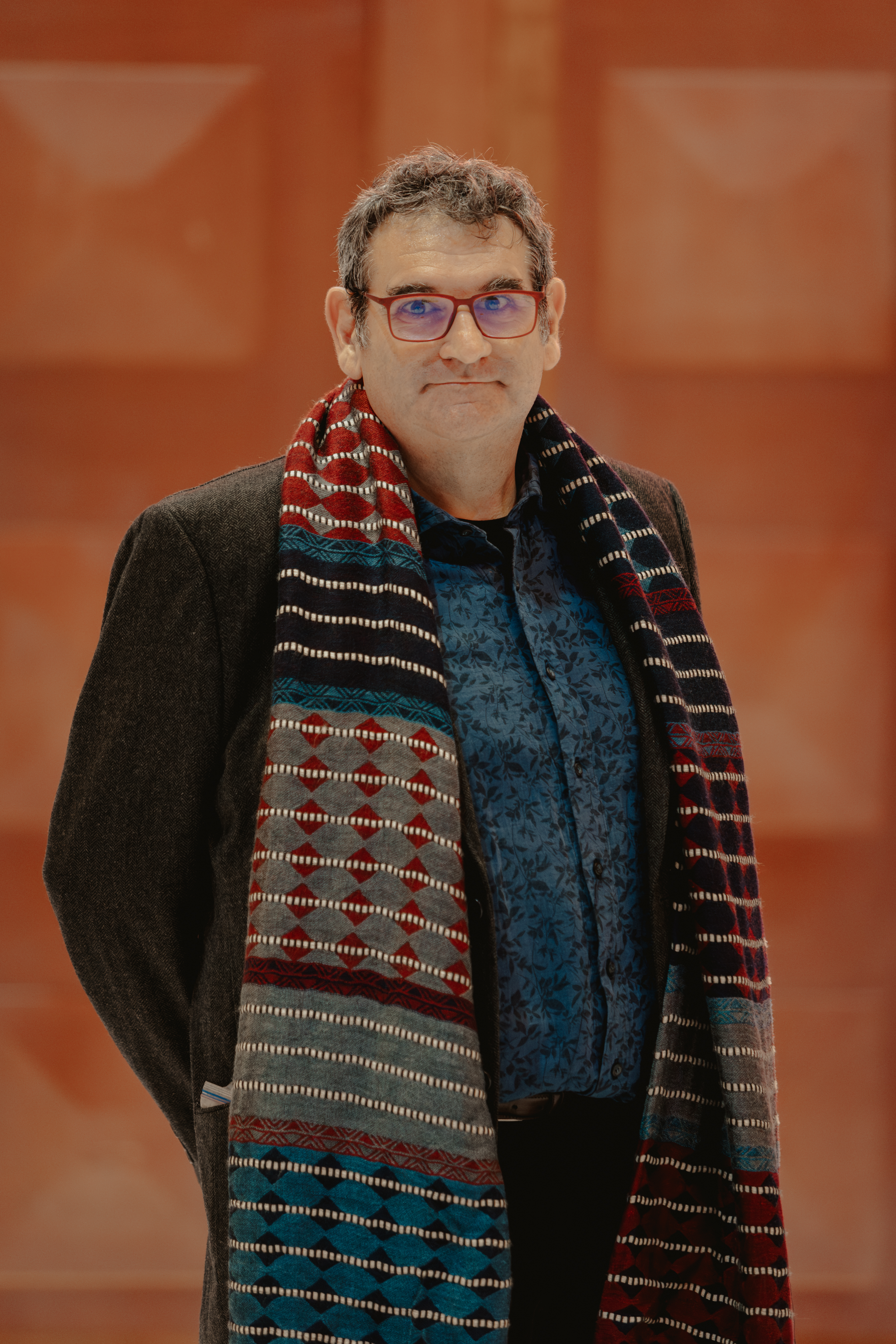
Jordi Puntí (2023)

Jordi Puntí (geboren 1967 in Manlleu, Barcelona) ist ein katalanischer Schriftsteller und Journalist.

## Werdegang
Puntí studierte Romanistik und Literaturwissenschaften an der Universität von Barcelona. Er arbeitete für verschiedene katalanischsprachige Verlage (Edicions 62, Quaderns Crema, Columna Edicions, Club Editor) bevor er als Journalist und Übersetzer tätig wurde.
Am Anfang seiner schriftstellerischen Laufbahn stand die Veröffentlichung zweier Bücher mit Kurzgeschichten:  1998 Pell d’Armadillo (Preisträger des Premi de la Crítica Serra d’Or), und 2001 Animals tristos („Erhöhte Temperatur“ Kiepenheuer und Witsch, 2007). Bis 2006 arbeitete Puntí als Herausgeber des Quadern, einer literarischen Beilage der Zeitung El País. Seitdem ist er Kolumnist für die Tageszeitung El Periódico und für die monatliche Kulturzeitschrift L’Avenç.
2006 wurde Animals Tristos von Ventura Pons unter dem Titel Animals ferits verfilmt.
2010 veröffentlichte Puntí seinen ersten Roman Maletes perdudes („Die irren Fahrten des Gabriel Delacruz“ Kiepenheuer und Witsch, 2013), wofür er mehrere Preise erhielt (Crítica de la narrativa catalana, Lletra d’Or, Premi Llibreter) und der in 16 Sprachen übersetzt wurde. 2011 kam der Erzählband Els Castellans heraus.
2014 erhielt Puntí ein Literaturstipendium vom Cullman Center der New York Public Library.

## Veröffentlichungen

### Eigene Werke
- Els Castellans. L’Avenç, Barcelona 2011. ISBN 978-84-88839-52-7
- Maletes perdudes. Empúries, Barcelona 2010. ISBN 978-84-9787-616-2
- Animals tristos. Empúries, Barcelona 2002. ISBN 84-7596-959-3
- Pell d’armadillo. La Magrana, Barcelona 1988. ISBN 84-8256-565-6

### Ins Deutsche übersetzte Werke
- Die irren Fahrten des Gabriel Delacruz. Kiepenheuer und Witsch, 2013. Aus dem Katalanischen von Michael Ebmeyer. ISBN 978-3-462-04523-9
- Erhöhte Temperatur. Kiepenheuer und Witsch, 2007. Aus dem Katalanischen von Theres Moser. ISBN 978-3-462-03919-1

### Übersetzungen
- Edward Gorey, L’hoste incert. El Far, Barcelona 2009
- Edward Gorey, L’arpa sense encordar. El Far, Barcelona 2009
- Edward Gorey, La colla mata-degolla. El Far, Barcelona 2008
- Paul Auster, Història de la meva màquina d’escriure. Edicions 62, Barcelona 2002
- Paul Auster, Lulu on the bridge. Edicions 62, Barcelona 1998
- Amélie Nothomb, Higiene de l’assassí. Columna, Barcelona 1998
- Daniel Pennac, Senyors nens. Empúries, Barcelona 1998